# GD (motorfiets)
GD en Dall'Oglio zijn Italiaanse historische merken van motorfietsen van dezelfde fabrikant.
De bedrijfsnaam was: Fabbrica Italiana Motocicli GD, later Fabbrica Italiana Motocicli Ghirardi & Dall’Oglio, Bologna.
Guido Dall’Oglio ontwierp 122cc-tweetaktmotoren met liggende cilinders voor het merk GD dat hij samen met de broers Gherardo en Mario Ghiradi had opgericht. De productie begon in 1923.
In het midden van de jaren twintig golden deze als de beste racemotoren in hun klasse. Renato Sceti won er in 1924 het Italiaanse kampioenschap mee en Mario Cavedagni werd tweede.
Cavedagni richtte later zijn eigen merk CM op. Dall’Oglio verliet de firma in 1926 en bouwde toen onder de naam Dall'Oglio zijn eigen motorfietsen.
Het originele merk GD ging vanaf die tijd GD-Ghirardi heten. De motorfietsen werden technisch nog enigszins doorontwikkeld door Oreste Druisiani en Mario Cavedagni, die weliswaar hun eigen merk hadden, maar nog steeds op goede voet stonden met Mario Ghirardi.
Vanaf 1928 werden bij GD-Ghirardi ook 348cc-tweecilinders geproduceerd, vanaf 1929 OHC-eencilinders. In 1931 werd de productie stilgelegd, maar op aandringen van ontwerper Ubaldo Fangarezzi probeerde men het in 1935 opnieuw. Er kwamen eerst gemotoriseerde driewielers. In 1938 kwam er een 250 cc-versie van de oude 175 cc die was gebaseerd op een CM-blok. Hij kwam niet meer in productie omdat GD - met de Tweede Wereldoorlog voor de deur - meer zag in samenwerking met de wapenfabriek Beretta.